# مرین دانجی
مِرین دانجی (انگلیسی: Merrin Dungey؛ زادهٔ ۶ اوت ۱۹۷۱) یک هنرپیشه اهل ایالات متحده آمریکا است. وی از سال ۱۹۹۵ میلادی تاکنون مشغول فعالیت بوده‌است.

## گزیدهٔ آثار

### سینما
- تأثیر عمیق (۱۹۹۸)
- اد تی‌وی (۱۹۹۹)
- زندگی اتفاق می‌افتد (۲۰۱۱)
- نوعی زیبایی (۲۰۱۵)
- چیپس (۲۰۱۷)

### تلویزیون
- روزی روزگاری (۲۰۱۵–۲۰۱۴)
- در جستجوی زندگی (۲۰۱۴ تا کنون)
- بی‌شرم (۲۰۱۴)
- اپیزودها (۲۰۱۴)
- بروکلین نه-نه (۲۰۱۴)
- بورلی هیلز ۹۰۲۱۰ (۲۰۱۳)
- آناتومی گری (۲۰۰۷)
- بوستون لیگال (۲۰۰۷)
- آلیاس (۲۰۰۳–۲۰۰۱ و ۲۰۰۶)
- زیاد ذوق‌زده نشو (۲۰۰۱)
- دنیای مالکوم (۲۰۰۱–۲۰۰۰)
- دوستان (۲۰۰۰)
- بال غربی (۱۹۹۹)
- ساینفلد (۱۹۹۸)
- بخش فوریت‌های پزشکی (۱۹۹۷)